# Fata care s-a jucat cu focul
Fata care s-a jucat cu focul (titlul original: în suedeză Flickan som lekte med elden) este al doilea volum al trilogiei Millennium, scris de suedezul Stieg Larsson. A fost publicat postum în suedeză în 2006. Romanul a fost tradus în română și publicat în anul 2009 de Editura Trei.
Cartea prezintă multe dintre personajele care au apărut în Bărbați care urăsc femeile (2005), printre care personajul principal, Lisbeth Salander, un hacker genial și inadaptat social, și Mikael Blomkvist, jurnalist de investigație și editor al revistei Millennium.

## Rezumat
După o ședere de un an în Grenada, Lisbeth Salander folosește trei milioane de coroane spălate pentru a cumpăra un nou apartament în Stockholm. Ea restabilește contactul cu Dragan Armansky, fostul ei șef la Milton Securities și fostul ei tutore legal Holger Palmgren. Nils Bjurman, care o violase anterior pe Salander, își concentrează atenția pe capturarea ei și distrugerea filmului pe care l-a făcut despre crima lui. Revizuind dosarele ei medicale, el identifică o persoană din trecutul ei ca fiind cel mai puternic aliat al său. Mikael Blomkvist, editorul revistei Millennium, care a pierdut contactul cu Salander, o vede atacată de un membru al clubului de motocicliști Svavelsjö. El încearcă să ajute, spre uimirea lui Salander, iar eforturile lor comune îi permit să-și evite atacatorul.
Millennium este abordat de Dag Svensson și Mia Johansson, care au elaborat un raport privind traficul sexual în Suedia și abuzul asupra fetelor minore de către personalități de rang înalt. Toată lumea este intrigată de mențiunile despre „Zala”, o figură misterioasă puternic implicată în industria traficului sexual. Salander, spargând computerul lui Blomkvist, este surprinsă de mențiunea despre Zala și îi vizitează pe Svensson și Johansson pentru a pune întrebări. Mai târziu în aceeași noapte, Blomkvist îi găsește pe cei doi împușcați în apartamentul lor. Cu amprentele lui Salander pe arma crimei și dosarul ei oficial care stabilește o istorie de instabilitate violentă, ea este implicată în dubla crimă. Bjurman este și el găsit mort, împușcat cu aceeași armă; Salander este principalul suspect.
Realizând că Salander i-a spart computerul, Blomkvist își lasă notele pe ecran pentru a putea fi citite de Lisbeth; răspunsurile ei îl îndreaptă către „Zala”. Blomkvist se confruntă cu Gunnar Björck, un polițist aflat în concediu medical și unul dintre abuzatorii de rang înalt identificați de Svensson și Johansson, care acceptă să dezvăluie informații despre Zala dacă Blomkvist nu îl înclude în articolul său din Millennium. Miriam Wu, actuala parteneră sexuală a lui Salander, este interogată de poliție. După eliberare, Paolo Roberto, fostul antrenor de box al lui Salander, este martor la răpirea ei într-o dubă de către atacatorul de mai devreme al lui Salander, ajutat de un „gigant blond”. El îi urmărește până la un depozit la sud de Nykvarn, unde încearcă să lupte cu uriașul și reușește să scape cu Wu. Gigantul își revine și dă foc depozitului pentru a distruge dovezile.
Vizitând cabana de vară a lui Bjurman, Salander găsește un dosar Säpo⁠(d) (Serviciul Secret Suedez) clasificat și începe să facă legătura între Bjurman și Zala, al cărui nume real este Alexander Zalacenko. Din întâmplare, doi membri ai clubului motociclist, Carl-Magnus Lundin (atacatorul lui Salander) și Sonny Nieminen, au fost trimiși să incendieze locul. Salander îi neutralizează, lăsând suspecții să fie găsiți de poliție. Ea se întoarce în apartamentul ei și, neavând de ales, decide să=l găsească și să-l omoare pe Zalacenko. Ea descoperă identitatea uriașului, Ronald Niedermann, și îl urmărește până la o cutie poștală din Göteborg. Între timp, Blomkvist reușește să găsească noul apartament al lui Salander, precum și DVD-ul care dezvăluie crima lui Bjurman.
Cu informații de la Björck și Palmgren, Blomkvist reunește întreaga poveste: Zalacenko este un fost dezertor sovietic a cărui existență este păstrată clasificată de Säpo. Inițial o sursă de informații, Zalacenko a început să facă trafic cu sclave sexuale. A devenit partenerul unei fete de 17 ani care a rămas însărcinată cu gemeni, Lisbeth și Camilla. Zalacenko era un tată absent care își abuza în mod obișnuit partenera, iar totul a culminat cu momentul în care Lisbeth i-a dat foc în mod deliberat la mașină în timp ce tatăl ei se afla în ea. Autoritățile au întemnițat-o pe Salander și au declarat-o nebună, deoarece recunoașterea crimelor lui Zalacenko le-ar fi cerut să-i divulge existența. Niedermann îi ucise pe Svensson și Johansson la ordinul lui Zalacenko; Bjurman, care a fost implicat cu Zalacenko, a jucat un rol în crime și a fost ucis pentru a-și asigura tăcerea.
Între mărturia lui Blomkvist, diverșii martori ai personajului lui Salander și suspecții suplimentari care se adună, poliția este forțată să admită că suspiciunile lor inițiale erau greșite. Blomkvist găsește adresa lui Niedermann din Göteborg și pleacă spre ferma unde el și Zalacenko îl așteaptă. Acolo, Salander este capturată și adusă în fața lui Zalacenko. Ea este împușcată când încearcă să evadeze și este îngropată de Neidermann, fără să-și dea seama că este încă în viață. Luptându-se cu durerea imensă, Salander se scoate încet și încearcă să-l omoare pe Zalacenko cu un topor. În drum spre Göteborg, Blomkvist îl capturează pe Niedermann și îl leagă de un stâlp indicator de lângă drum. Cartea se termină când Blomkvist o găsește pe Salander și sună la serviciile de urgență.

## Personaje principale
- Mikael Blomkvist – jurnalist, editor și coproprietar al revistei lunare politice, Millennium
- Lisbeth Salander – agent de supraveghere independent și cercetător specializat în investigarea persoanelor în numele Milton Security
- Erika Berger – redactor-șef/proprietar majoritar al Millennium și iubita de lungă durată a lui Blomkvist
- Alexander Zalacenko (Zala) alias Karl Axel Bodin – Un fost spion sovietic care se dovedește a fi profund implicat în trecutul întunecat al lui Salander
- Ronald Niedermann, alias Gigantul - slujbașul lui Zalacenko care este conectat cu Salander într-un mod pe care ea nu-și dă seama
- Carl-Magnus Lundin - președintele Svavelsjö Motorcycle Club (Svavelsjö MC), care vinde droguri și este însărcinat să o răpească pe Salander pentru Zala
- Holger Palmgren - tutorele legal și avocatul lui Salander care devine invalid în urma unui accident vascular cerebral
- Nils Bjurman – tutorele legal și avocatul lui Salander după Palmgren
- Harriet Vanger – investitor majoritar în Millennium
- Malin Eriksson – redactor director al revistei Millennium
- Jan Bublanski - Un ofițer de poliție care se ocupă de cazul lui Salander, supranumit ofițer Bubble
- Sonja Modig – Un detectiv din echipa lui Bublanski
- Annika Gianinni – sora lui Blomkvist și avocat
- Miriam "Mimmi" Wu - O luptătoare de kickbox, studentă universitară și prietena intimă a lui Salander.

## Adaptări
- Fata care s-a jucat cu focul, un film suedez din 2009 regizat de Daniel Alfredson.
- Millennium, o miniserie de televiziune suedeză în șase părți bazată pe adaptările cinematografice ale serialului cu același nume a lui Stieg Larsson, a fost difuzată pe SVT1 în perioada 20 martie 2010 - 24 aprilie 2010. Serialul a fost produs de Yellow Bird în cooperare cu mai multe companii de producție, inclusiv SVT, Nordisk Film, Film i Väst și ZDF Enterprises.

## Traduceri în limba română
- Fata care s-a jucat cu focul. Millennium 2, Editura Trei, 2009[1]